# 怪胴王
怪胴王（かいどうおう）は、2006年11月にアリストクラートテクノロジーズが開発、発売したパチスロ機。同社初の5号機。保通協に登録された型式名は『爆裂王2』。 『爆裂王7』の後継シリーズ。

## 特徴
- リプレイタイム（RT）とアシストタイム（AT）が重複する「爆ちゃんタイム」を搭載。2種類のチェリーと3種類の15枚役成立時、ナビが発生するため、リプレイでメダルを減らさないまま15枚役成立時には役を狙うことができる。また逆にチェリー停止で「爆ちゃんタイム」が終了してしまうため、目押しで成立チェリーを回避して「爆ちゃんタイム」継続を狙うことができる。このようなゲーム性から、5号機としては比較的技術介入の要素が高い機種といえる。
- ハマリ救済処理として、ボーナス終了後1000Gを越えるとチェリーと3種類の15枚役成立時、ナビが発生することがある。（液晶画面の連続演出中など、一部のプレイでは発生しない）
- 通常ゲーム時、チェリー成立後は5G間リプレイ確率がアップする。
- BAR、BAR、赤7のCTボーナス中は歌が流れる。
- 中段ラインが無効となる業界初の4ライン機とされている。同時期に発売された『めぞん一刻』や『餓狼伝説』、『ドカベン』などでも採用されているが、アリストクラートテクノロジーズが実用新案を登録している（実用新案登録第3116302号）。
- 当初機種名を『爆裂王』として発表していたが、地方の検定上の問題から『怪胴王』としてリリースした。液晶デモ表示ではタイトル画面で『爆裂王』と表示される。

## ゲーム内容
- 赤7、白7、またはBAR絵柄3つ揃いでビッグボーナス、BAR、BAR、赤7または白7でCTボーナス。
- 赤7、白7絵柄3つ揃いのビッグボーナス、BAR、BAR、赤7のCTボーナス終了後はRT（爆ちゃんタイム）に突入する。
- ビッグボーナス中の15枚役成立時、ハズレ、およびCTボーナス中の15枚役成立時に「爆ちゃんタイム」の内部ATゲーム数が延長されることがある。この場合、ボーナス中の液晶の背景が変わるなどの演出が発生することがある。
- 「洞窟ステージ」、「目玉チャンス」は内部的にはRTは継続している。チェリーが成立しなければ、一定条件で「爆ちゃんタイム」に復帰（見た目は再突入）する。
- 「爆ちゃんタイム」は最大300Gで終了する。
- ビッグボーナス中はチェリーをはずした方が結果的にメダル獲得枚数が多くなる。

## 登場人物
- バクちゃん：主人公
- プリン姫：ヒロインの姫